# مرتضی لبافی‌نژاد
مرتضی لبافی‌نژاد (۱۴ آذر ۱۳۲۳ – ۴ بهمن ۱۳۵۴) پزشک و فعال سیاسی ایرانی بود.
او یکی از مبارزین علیه حکومت پهلوی و از اعضای سازمان مجاهدین خلق بود که در مرداد ۱۳۵۴ در تبریز بازداشت و نهایتاً در سحرگاه ۴ بهمن ۱۳۵۴ در تهران تیرباران شد.
پس از انقلاب ۱۳۵۷، یک خیابان و یک بیمارستان در تهران به نام دکتر لبافی‌نژاد نام‌گذاری شد.

## زندگی و تحصیل
مرتضی لبّافی نژاد در ۱۴ آذر ۱۳۲۳ در خانواده‌ای مسلمان در تهران به دنیا آمد.
وی پس از تحصیلات ابتدایی در دبیرستان البرز تهران پذیرفته شد. پس از قبولی در رشته پزشکی به فعالیت‌هایی همچون تأسیس انجمن اسلامی دانشکده پزشکی دست زد و در امور فرهنگی و اجتماعی مشارکت فعال داشت. او در سال ۱۳۴۹ فارغ‌التحصیل شد و به سربازی رفت. او در این مدت به عنوان پزشک در روستاهای اطراف نهاوند مشغول به فعالیت شد و پس از آن به استخدام سازمان تأمین اجتماعی درآمد و به قزوین منتقل گردید.
لبافی‌نژاد در دورهٔ تحصیل خود بورسیهٔ تحصیلی یکی از دانشگاه‌های آمریکایی را به‌دست‌آورد اما هیچ‌وقت به این کشور نرفت.
او در ۱۶ شهریور ۱۳۵۱ با پروین سلیحی ازدواج کرد و از او صاحب فرزندی با نام یاسر شد.

## فعالیت‌های سیاسی
لبافی‌نژاد فعالیت سیاسی خود را در جوانی با همراهی گروه‌های انقلابی در دهه ۵۰ آغاز کرد. گفته می‌شود در انتشار عکس‌ها و اعلامیه‌های روح‌الله خمینی نقش داشته‌است.
او در سال ۱۳۵۰ با سازمان مجاهدین خلق ایران آشنا شد و به دلیل حرفهٔ خود، به‌عضویت تیم پزشکی این سازمان درآمد.
در دانشکده پزشکی به همراه سید محمدباقر حسینی لواسانی، علی‌اکبر ولایتی، محمدعلی فیاض‌بخش انجمن اسلامی دانشکده پزشکی دانشگاه تهران را بنیانگذاری کرده‌اند.

## دستگیری و اعدام
با دستگیری وحید افراخته، ۸ نفر از اعضای سازمان مجاهدین از جمله لبافی‌نژاد دستگیر شدند. او در ۱۱ مرداد ۱۳۵۴ در تبریز بازداشت و به تهران منتقل شد و سرانجام در ۴ بهمن ۱۳۵۴ در تهران توسط حکومت پهلوی تیرباران شد.

## وصیت‌نامه
«بسم الله الرحمن الرحیم و به نستعین. سلام و درود گرم من به پدر و مادر عزیزم. پدر و مادر مهربانم. پدر و مادری که هیچ چیز را از من دریغ نکردند. سلام من به همسر مهربان و فداکارم. همسر متقی و پرهیزکارم. سلام من بر یکایک فامیل عزیز و مهربانم که متأسفانه فرصت نام بردن یکایک آن‌ها را ندارم. برای من نگران نباشید که خداوند فرموده‌است ولا تحسبن الذین قتلوا فی سبیل الله امواتا بل احیاء عند ربهم یرزقون. وقتی پای چوبه دار بروم، سرم را در برابر خداوند با افتخار بلند می‌کنم؛ به دلیل اینکه همیشه کاری را انجام دادم که فکر می‌کردم درست بوده و خدا نیز از آن راضی است.»

## نکات
پس از انقلاب، یک خیابان و یک بیمارستان در تهران به نام دکتر لبافی‌نژاد نام‌گذاری شد.
همچنین در مورد او پس از انقلاب ۱۳۵۷ کتاب‌هایی منتشر شده‌است:
- ح‍م‍اس‍ه دک‍ت‍ر م‍رت‍ض‍ی ل‍ب‍اف‍ی‌ن‍ژاد: آرزوی‍ی ک‍ه‍. ق‍ص‍ه‍. ش‍د و ق‍ص‍ه‌ای ک‍ه ح‍م‍اس‍ه آف‍ری‍د
- جرعه‌نوش،[۱۳] زندگی‌نامه داستانی
- رستگار تا نقطه رهایی[۱]
- او برادر همسر بهمن فرمان آرا است.